# John M. Palmer
John McAuley Palmer (ur. 13 września 1817 w hrabstwie Scott, zm. 25 września 1900 w Springfield) – amerykański polityk, kandydat na prezydenta w 1896 roku.

## Życiorys
Urodził się 13 września 1817 roku w Eagle Creek w hrabstwie Scott. Ukończył szkoły w Kentucky i Illinois (1831), a trzy lata później wstąpił do Alton College. W latach 1835–1838 studiował prawo, a w 1839 roku został przyjęty do palestry. Osiem lat później był członkiem stanowej konwencji konstytucyjnej. W latach 1852–1855 pełnił funkcję senatora w legislaturze stanu Illinois, z ramienia Partii Demokratycznej. Jednak w czasie trwania kadencji przystąpił do nowo formującej się Partii Republikańskiej. W czasie wojny secesyjnej walczył po stronie Unii i dosłużył się stopnia generała majora. Brał udział w bitwach: pod New Madrid, nad Stones River i nad Chickamaugą, a także w kampanii atlanckiej.
W 1869 roku został wybrany gubernatorem Illinois i pełnił tę funkcję cztery lata. W 1872 roku dołączył do Liberalnych Republikanów, by wkrótce powrócić do Partii Demokratycznej. Z jej ramienia pełnił mandat senatora w latach 1891–1897. W wyborach w 1896 roku uzyskał nominację prezydencką ugrupowania Gold Democrats. W głosowaniu powszechnym uzyskał około 133 tysięcy głosów, co stanowiło trzeci wynik wśród kandydatów. Po zakończeniu kadencji senackiej powrócił do praktykowania prawa. Zmarł 25 września 1900 roku w Springfield.